# Garmat
Garmat, o anche Garima o Garma, (in lingua ge'ez ገደረጠ, GRMT, Gärmät; ... – III secolo) è stato un sovrano di Aksum.